# 니시야마 다키치
니시야마 다키치(일본어: 西山太吉, 1931년 9월 10일~2023년 2월 24일)는 일본의 저널리스트이다. 니시야마 사건으로 유명하다.

## 생애
야마구치현 시모노세키시 출신. 야마구치현립 시모노세키 니시 고등학교(山口県立下関西高等学校), 게이오기주쿠 대학 대학원 법학 연구과 정치학 전공 수료 후, 마이니치 신문사에 입사하였다. 마이니치 신문에서 정치부 기자로 근무.
1971년 5월 18일경, 다키치는 오키나와 반환 시 미 일 간의 밀약(密約)에 대해서 외무성(外務省) 여성 사무관(事務官)이 정보를 갖고 있다는 극비 정보를 구하려 여성 사무관에 접촉하였다. 6월 17일 오키나와 반환 협정이 체결되면서 국회의원 요코미치 다카히로와 나라자키 야노스케(楢崎 弥之助)에게 정보를 제공했다.
1972년 다카히로와 야노스케는 타키치가 제공한 외무성 극비 전문 복사본을 손에 국회에서 추궁했다. 이 사실은 큰 반향을 부르며 여론은 일본 정부를 강하게 비판했다. 정부는 외무성 극비 전문 복사본이 진짜임을 인정한 뒤에서 밀약을 부정하는 한편 정보원이 어딘가를 은밀하게 밝혔다. 총리 사토 에이사쿠는 니시야마와 여성 사무관의 불륜 관계를 포착하였고 "외무성 여성 사무관과 성관계를 맺고, 그 관계를 바탕으로 비밀 누설을 부추겼다."는 죄목으로 도쿄 지방 검찰청 특별 수사부(特別捜査部)에 구속 기소된다(니시야마 사건). 밀약의 내용보다 술을 먹인 후에 육체 관계를 억지로 갖고 그 관계를 바탕으로 기밀 문서를 내놓는 비열한 수법 등에 관심이 쏠리면서 언론은 연일 비판을 전개하고 매일 신문을 비난하는 논조 일색으로 됐다. 재판에서도 심리는 남녀 관계의 문제, 기밀 자료의 입수 방법의 문제로 시종 일관했다.
1974년 1심판결에서 무죄 판결, 1976년 검찰의 항소심에서 유죄 판결을 받고, 상고한 후 1978년 기각되어 형이 확정되었다. 강요된 여성 사무관도 유죄 판결을 받았다.
이 니시야마 사건으로 마이니치 신문은 불매 운동에 시달리며 제1차 오일 쇼크의 영향도 함께 받아 위기에 처했다.
다키치는 1심판결 직후에 퇴사하였고 이후 가업인 니시야마 청과 주식 회사에 근무하다가 1991년에 퇴직하였다. 현재는 재야 언론인으로 활동하고 있다.
2000년에 밀약을 뒷받침하는 미국의 공문이 발견되었기 때문에 기소된 것에 불복하는 국가배상법에 근거하여 배상 청구 소송을 2005년에 제기하였다. 2006년 대미 협상을 담당한 요시노 분로쿠(吉野文六, 오키나와 반환 당시 외무성 미국 국장)은 밀약의 존재를 홋카이도 신문, 교도 통신, 아사히 신문의 취재에 시인하였다(분로쿠는 1999년 정책연구대학원대학의 "요시노 분로쿠 오럴 히스토리"에서도 동등한 증언을 하고 있다). 2007년 3월 27일 도쿄 지법은 20년의 제척기간을 경과하고 있다며 밀약의 존재 여부에 띄지 않고 청구를 기각하는 판결을 내렸다. 이에 대해 2009년 3월 18일 취소와 개시 결정 및 배상하라는 소송(오키나와 밀약 정보공개소송)에서 1심 승소하였지만, 2014년 7월 14일 밀약 정보공개소송상고심판결에서 상고를 기각하는 밀약 문서를 덜 공개한 정부의 결정을 타당하다고 하는 판단을 내렸다. 9월 1일, 와타나베 쓰네오(渡辺恒雄) 요미우리 신문 그룹 본사 회장 겸 주필은 "비밀 보전을 위한 법제의 기본 방향에 관한 지식인 회의"에서 "감언이설을 부려서 여성에 국가 기밀을 훔치게 만든 것은 사실이다. 언론의 자유라는 것과는 조금 다르다는 생각이 든다."와 니시야마 다키치를 사실상 비판했다.
또 당시의 여론은 밀약한 정부보다 니시야마 다키치를 비판하며 『중요한 정부 비판을 자신의 범죄로 유야무야시켰다.』라는 비판도 생겼다.

## 같이 보기
- 니시야마 사건
- 운명의 인간 - 야마사키 도요코의 장편소설
- 벤 브래들리 - 워터게이트 사건
- 글렌 그린월드 - 에드워드 스노든